# 空心方阵

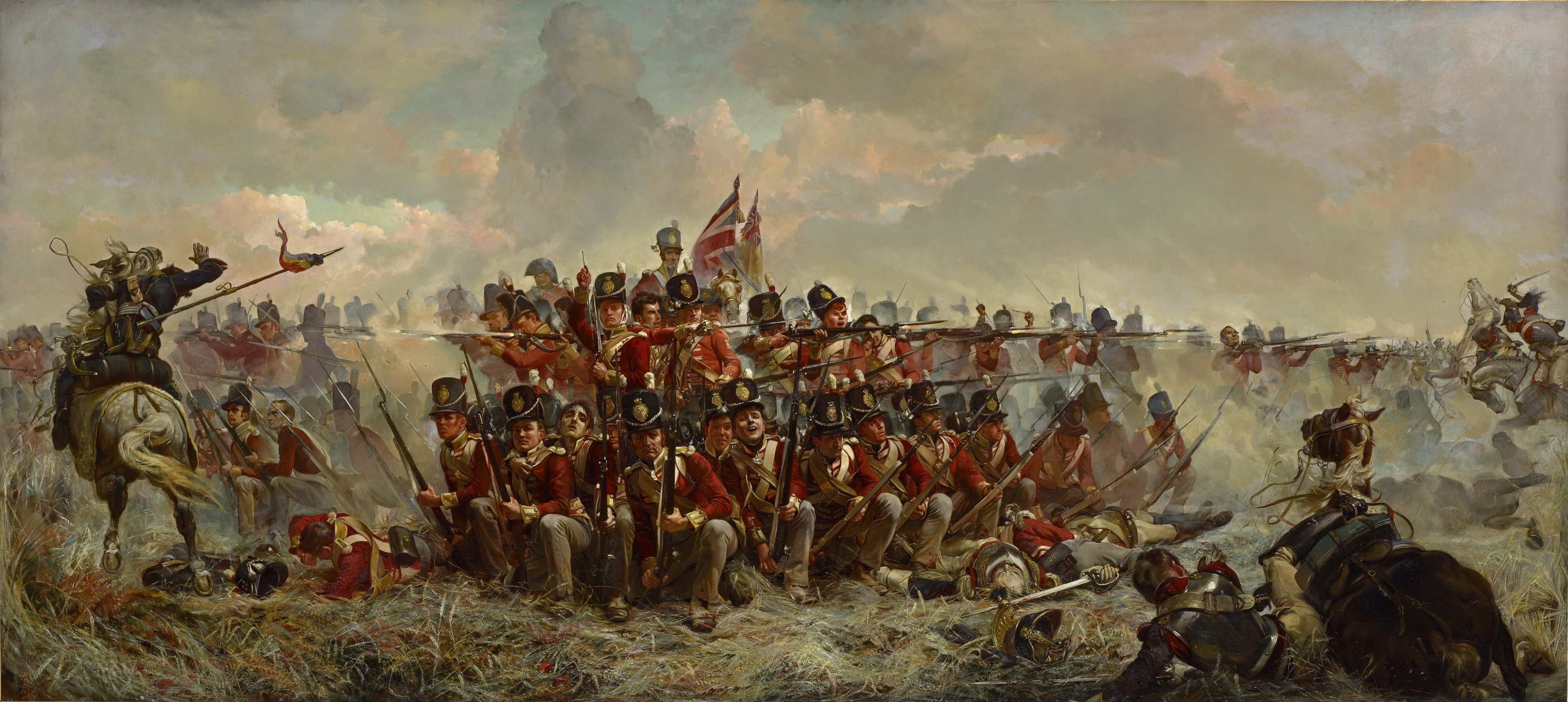
一幅描绘拿破仑战争时期1815年比利时四臂村戰役中空心方阵的绘画

空心方阵，又常作步兵方阵或火枪方阵，乃是在线列步兵作为欧洲各国制式步兵编制，而又早于19世纪末更精准的膛线武器普及前一种战术上使用线列步兵克制骑兵的战术。这一战术将步兵紧密排列于一方形，多层，空心（多数中央有护旗小队）的紧凑阵型中，利用齐射火力和密集刺刀使得敌军骑兵马匹受到惊吓而不敢突入阵中。传统的线列步兵在统一前进时，突袭的骑兵可以利用其机动性快速扫入线列后队没有防备的士兵，从而击溃线列。而空心方阵的设置令每一侧步兵与其侧翼以及后方互为犄角，使得敌军骑兵不能轻易突进。
随着近现代枪炮的逐步革新，骑兵和线列步兵都已被各国军队逐渐淘汰；尤其是在第一次世界大战后，骑兵失去了过去的广泛用途，因而空心方阵也随着退出了历史舞台。

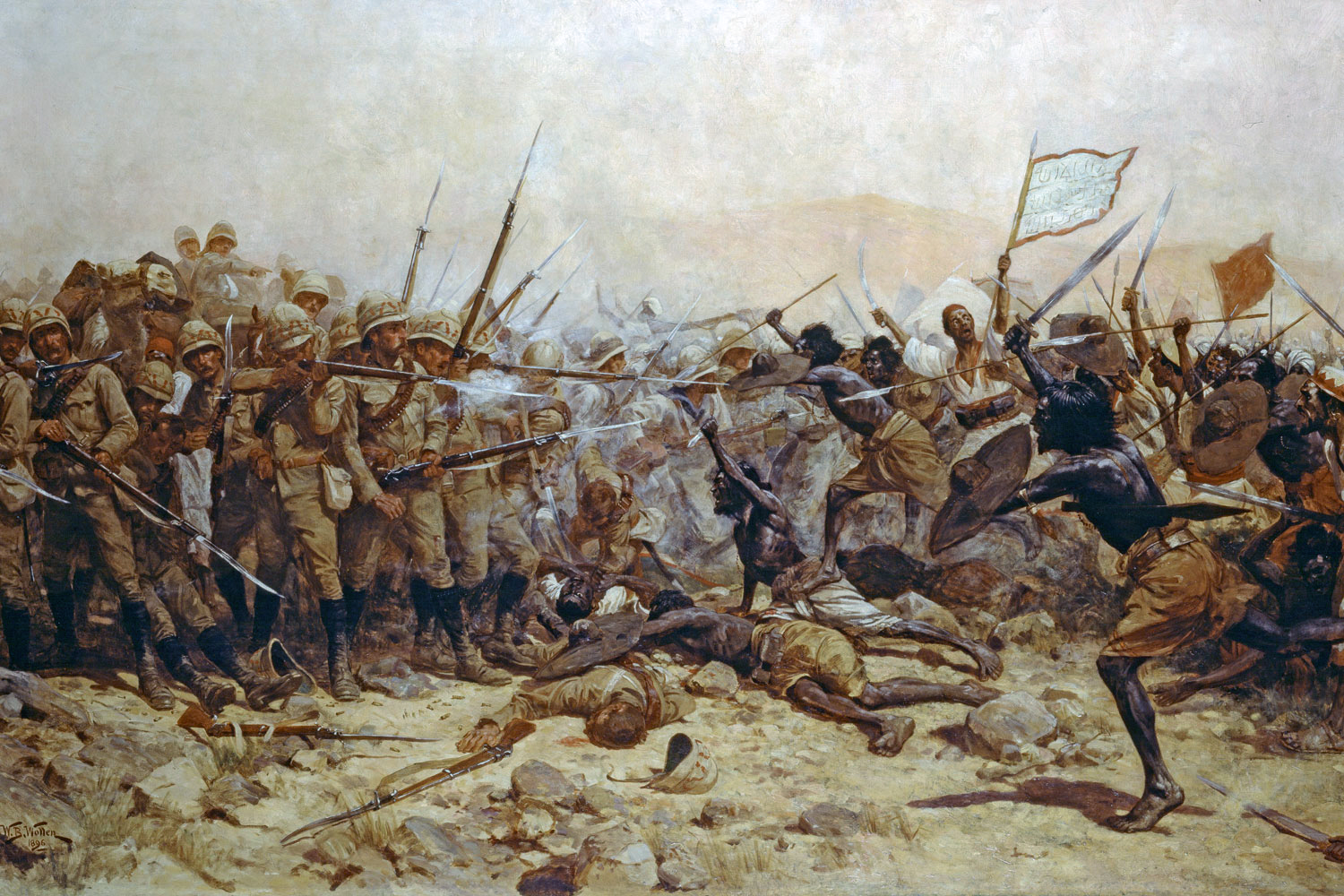
一幅描绘不列颠陆军在19世纪末马赫迪战争中阿布·科里亚之战组成的的步兵方阵之绘画